# 秋田県道198号揚の下岩脇線
秋田県道198号揚の下岩脇線（あきたけんどう198ごう あげのしたいわわきせん）は、秋田県北秋田市を通る一般県道である。

## 概要
北秋田市七日市字下川原の秋田県道111号桂瀬笹館線交点から分岐し、山間部の谷間を北東方向へ向かう。ほぼ全線で品類川と並行し、終点では国道105号に合流する。

### 路線データ
- 総延長 : 9.500 km[2]
- 実延長 : 9.500 km[2]
- 起点 : 秋田県北秋田市七日市字若木岱10番地先（秋田県道111号桂瀬笹館線交点）[3]北緯40度6分10.86秒 東経140度26分36.72秒
- 終点 : 秋田県北秋田市七日市字下川原8番地先（国道105号交点）[3]北緯40度10分22.57秒 東経140度23分59.18秒
- 未供用区間 : なし[2]

## 歴史
- 1972年（昭和47年）9月7日 - 秋田県道に認定される[3]。

## 路線状況

### 冬期閉鎖区間
- なし[4]

### 交通不能区間
- なし[5]

## 地理

### 交差する道路
| 施設名 | 接続路線名                    | 備考 | 所在地                 |
| ------ | ----------------------------- | ---- | ---------------------- |
|        | 秋田県道111号桂瀬笹館線       | 起点 | 北秋田市七日市字若木岱 |
|        | 国道105号 （=国道285号 重複） | 終点 | 北秋田市七日市字下川原 |